# Carlo Curis
Carlo Curis (ur. 2 listopada 1923 w La Maddalena, zm. 29 września 2014 w Rzymie) – włoski duchowny katolicki, dyplomata watykański.
13 lipca 1947 otrzymał święcenia kapłańskie i został inkardynowany do diecezji Tempio-Ampurias.
14 lipca 1971 został mianowany delegatem apostolskim w Sri Lance i jednocześnie arcybiskupem tytularnym Medeli. Sakrę biskupią otrzymał 3 października 1971 z rąk kard. Jean-Marie Villot. Jego biskupia dewiza brzmiała Humilitas et Securitas. W 1976 został podniesiony do rangi pronuncjusza apostolskiego w Sri Lance.
Od marca 1978 do 1984 był pronuncjuszem apostolskim w Nigerii; od 1984 pronuncjusz na Cyprze, jednocześnie został delegatem apostolskim w Jerozolimie i Palestynie.
28 marca 1990 mianowany pronuncjuszem w Kanadzie; od 1994 pierwszy pełnoprawny nuncjusz watykański w Kanadzie. W lutym 1999 przeszedł w stan spoczynku, w kanadyjskiej nuncjaturze zastąpił go Paolo Romeo. Zmarł w Rzymie i został pochowany w kościele Santa Maria Maddalena.